# High-Speed Uplink Packet Access
HSUPA (High-Speed Uplink Packet Access o Acceso ascendente de paquetes a alta velocidad) es un protocolo de acceso de datos para redes de telefonía móvil con alta tasa de transferencia de subida (de hasta 7,2 Mbit/s).
Calificado como generación 3.75 (3.75G) o 3.5G Plus, es una evolución de HSDPA (High-Speed Downlink Packet Access, Acceso descendente de paquetes a alta velocidad), nombrado popularmente como 3.5G. La solución HSUPA potencia inicialmente la conexión de subida UMTS/WCDMA (3G).
HSUPA está definido en Universal Mobile Telecommunications System Release 6 estándar publicado por 3GPP (www.3GPP.org), como una tecnología que ofrece una mejora sustancial en la velocidad para el tramo de subida, desde el terminal hacia la red.
HSDPA y HSUPA, ofrecen altas prestaciones de voz y datos, y permite la creación de un gran mercado de servicios IP multimedia móvil. HSUPA mejorará las aplicaciones de datos avanzados persona a persona, con mayores y más simétricos ratios de datos, como el correo electrónico en el móvil y juegos en tiempo real con otro jugador. Las aplicaciones tradicionales de negocios, junto con muchas aplicaciones de consumidores.

## Tecnología
Con HSUPA se prevé el uso de un canal dedicado en el enlace ascendente (E-DCH, enhanced dedicated channel) en el que se emplearán métodos similares a los empleados en HSDPA.

## Implementación
Sony Ericsson, estaría implementando esta tecnología en sus teléfonos en el 2009. Por ejemplo en el G705, un móvil para navegación. Permite filmar y cargar vídeos directamente a YouTube, gracias a un acuerdo con Google. Teniendo en cuenta que cada video puede ocupar más de 10 Megabytes, el uso de esta tecnología puede llegar a ser provechoso.

## Cobertura actual

### Argentina
- Personal, en la actualidad (marzo de 2010) posee cobertura en casi todo el territorio nacional alcanzando a muchas ciudades, esto ha incrementado la venta de equipos con este operador.
- Movistar, comenzó a ofrecer servicios 3G el 16 de julio de 2007,[1] aunque solo en la Capital Federal y Gran Buenos Aires. La red posteriormente se extendió a lo largo de 2007 al resto del AMBA (Área Metropolitana Buenos Aires) y a las ciudades de Mendoza, Córdoba y Rosario, entre otras ciudades.
- Claro Argentina, montó la Red 3G a mediados del año 2007 en Ciudad Autónoma de Buenos Aires, Gran Buenos Aires, La Plata, en Ciudades de la Costa Atlántica como Mar del Plata, entre otras, en Rosario, Mendoza y Córdoba. A noviembre de 2011, Claro cuenta con cobertura 3.5G en más de 550 ciudades.

### Colombia
Desde octubre del 2008 tigo lanza 3.5g, y luego claro y movistar. HSDPA funciona en el rango de frecuencias de 850 para Comcel y Movistar, y con la 1900 para Tigo. Gran problema ya que la mayoría de celulares vienen para 3g en 700/900 y 2100. Hasta marzo de 2010 no funcionaban los teléfonos con Android ni los últimos teléfonos Nokia en Colombia con 3.5g.
- TIGO, 51% Millicom y 49% estatal (ETB y EPM/UNE).
- COMCEL, Subsidiaria de empresa mexicana América Móvil.
- Movistar, empresa española establecida en el país. Compró a la estatal Telecom.

### España
- Movistar tiene previsto ofrecer esta tecnología en julio de 2007, tras haber actualizado su red, y venderá un módem que permitirá velocidades de subida de hasta 1,4 Mbit/s, frente a los 384 kbit/s de HSDPA. La velocidad de descarga se mantiene en 3,6 Mbit/s, aunque en 2008 prevén ofrecer 7,2 Mbit/s, y a finales de 2009, hasta 2 Mbit/s en subida y 14 Mbit/s en bajada. La cobertura inicial será en 20 ciudades, Madrid, Barcelona y Zaragoza entre ellas, para extenderlo a todas las capitales de provincia a principios de 2008.[2]
- Vodafone tiene previsto ofrecer esta tecnología en julio de 2007, tras actualizar sus redes. Con velocidades iniciales iguales a las mencionadas de Movistar. La cobertura inicial será en Zaragoza y Valencia, y parcialmente en Madrid, además de otras 21 ciudades menores.[2]
- Orange en su portal para empresas y autónomos, ofrece el módem USB Huawei E270 HSUPA e informa de que su red 3G+ actualmente admite de máximo 3,6 Mbit/s de bajada y 1,4 Mbit/s de subida.

### Uruguay
Comenzaron el 27 de julio de 2007. Existe un debate sobre cual fue el primer operador en ofrecer esta tecnología en Uruguay. Movistar y Ancel lanzan sus servicios 3G. Un tiempo después, CTI Móvil (ahora Claro) lanza también su servicio 3G.
- ANCEL, operador estatal
- Claro, subsidiaria de la empresa mexicana América Móvil.
- Movistar, empresa española establecida en el país. Comenzó dando cobertura en Montevideo, Punta del Este y Colonia.

### Venezuela
Movistar lanzó su red UMTS/HSDPA/HSUPA en 1900 MHz, únicamente para datos el 9 de diciembre de 2008 con cobertura inicial en Caracas y Maracaibo, con posibilidad para videollamada, voz, SMS, MMS, datos, etc., con una amplia cobertura a nivel nacional Movistar es la operadora más avanzada en Latinoamérica en cuanto a telecomunicaciones móviles se trata, con un ancho de banda de 7,2 Mbit/s en bajada (HSDPA) y 5,76 Mbit/s en subida (HSUPA), contando con los terminales móviles USB como el Huawei E226, E1756 y el ZTE MF626 y con los teléfonos móviles como el iPhone 4S, el Blackberry Bold 9900 y el Samsung Galaxy S, actualmente se encuentra en fase de implementación la red HSPA+.
Digitel también lanzó su red UMTS/HSDPA en 900 MHz a 3,6 Mbit/s aunque prometió una actualización a 7,2 Mbit/s. Esta es la segunda compañía de telecomunicaciones más importante de Venezuela y cuenta con teléfonos de última generación como el Apple iPhone 4S.
Por su parte la operadora estatal Movilnet cuenta con una red UMTS/HSDPA a 3,6 Mbit/s en 1900 MHz, aunque al igual que su red GSM cuenta con muchas faltas.